# Erlana Larkins
Erlana La'Nay Larkins (ur. 2 kwietnia 1986 w West Palm Beach) – amerykańska koszykarka, występująca na pozycji silnej skrzydłowej.

## Kariera sportowa
28 lutego 2019 przedłużyła umowę z Minnesotą Lynx. 22 maja opuściła klub.

## Osiągnięcia
Stan na 12 maja 2017, na podstawie, o ile nie zaznaczono inaczej.

### NCAA
- Uczestniczka rozgrywek:
  - NCAA Final Four (2006, 2007)
  - Elite Eight turnieju NCAA (2005–2008)
- Mistrzyni:
  - turnieju konferencji Atlantic Coast (ACC – 2005–2008)
  - sezonu regularnego ACC (2005, 2006, 2008)
- Most Outstanding Player (MOP=MVP turnieju Dallas Regional (2007)
- MVP turnieju:
  - ACC (2008)
  - Rainbow Wahine Classic (2007)
- Zaliczona do:
  - I składu:
    - ACC (2006–2008)
    - turnieju ACC (2006, 2007)
    - Final Four (2006)
    - pierwszoroczniaków ACC (2005)

  - II składu:
    - ACC (2005)
    - turnieju ACC (2005)

  - III składu All-America (2007 przez Associated Press)
  - składu honorable mention All-America (2006 przez Associated Press)

### WNBA
- Mistrzyni WNBA (2012)
- Wicemistrzyni WNBA (2015)
- Liderka WNBA w skuteczności rzutów z gry (2014)

### Drużynowe
- Mistrzyni Włoch (2014)[5]
- Zdobywczyni pucharu:
  - Turcji (2015)
  - Włoch (2014)[5]
  - Prezydenta Turcji (2010)[6]
  - Superpucharu Włoch (2013)[5]
- Finalistka Superpucharu Włoch (2017)[7]

### Indywidualne
- MVP (według eurobasket.com):
  - sezonu:
    - tureckiej ligi KBSL (2013)[8]
    - ligi włoskiej (2014)[5]

  - finałów ligi włoskiej (2014)[5]
- Najlepsza (według eurobasket.com):
  - skrzydłowa ligi:
    - tureckiej KBSL (2009, 2013, 2015)[8][9][10]
    - włoskiej (2014)[5]

  - zawodniczka zagraniczna ligi:
    - tureckiej (2009, 2013, 2015)[8][9][10]
    - włoskiej (2014)[5]
- Zaliczona do (przez eurobasket.com):
  - I składu:
    - ligi:
      - tureckiej (2009, 2013, 2015)[8][9][10]
      - włoskiej (2014)[5]

    - zawodniczek zagranicznych ligi:
      - tureckiej (2009, 2013, 2015)[8][9][10]
      - włoskiej (2014)[5]

    - defensywnego ligi tureckiej (2009, 2010)[6][9]

  - II składu ligi tureckiej[6]
  - składu honorable mention KBSL (2011)[11]
- Uczestniczka meczu gwiazd ligi tureckiej (2009)[9]
- Liderka w zbiórkach ligi:
  - tureckiej (2009, 2013, 2015)[8][9][10]
  - włoskiej (2014, 2017)[5][7]

### Reprezentacja
- Mistrzyni:
  - igrzysk panamerykańskich (2007)
  - świata U–19 (2005)
  - Ameryki:
    - U–18 (2004)
    - U–20 (2006)